# Вулиця Антона Барткова (Іллінці)
Ву́лиця Антона Барткова — вулиця в місті Іллінці Вінницької області.

## Розташування
Бере початок від вулиці вулиці Європейської. Обгинає лівий берег річки Соб, спускаючись круто на південь до низини, де прилучається з Вулицею Соборною.

## Історія найменувань вулиці
За свій новітній період мала декілька офіційних назв.
До 10 січня 1987 року вулиця називалась - Шкільна, згодом була перейменовна на Павла Пестеля, який був командиром В'ятського полку який був розквартирований в місті Іллінці і також очолював південне товариство декабристів з управою в Тульчині та Іллінцях.
У зв'язку з виконанням органами місцевого самоврядування норм закону, про деколонізацію та дерусифікаці.
25 січня 2014 року, рішенням 45-ї сесії, 8-го скликання іллінецької міської ради, вулицю було перейменовано на честь воїна-захисника, бойового медика, солдата 57 Бригади ЗСУ, - Антона Олександровича Барткова 1982 р.н. 
Уродженця міста Іллінці і жителя одного з будинків даної вулиці, який героїчно загинув у бою під час зіткнення з переважаючими силами російських агресорів під час оборони міста Бахмут,  1 квітня 2023 року  поблизу населеного пункту Богданівка, Донецької області.

## Історія
Вулиця Антона Барткова, є найдавнішою в Іллінцях, оскільки на її місці знаходилась Іллінецька фортеця, збудована для захисту Поділля від степових кочовиків в період ВКЛ, яка з плином остаточно була зруйновна, ймовірніше це відбулось в період Хмельниччини. Де зараз проходить вулиця були насипані вали і облаштований рів, залишки яких є збережені й досі. 
На замчищі проводились археологічні розкопки у 1972 році.
Починаючи з 17 ст., місцевість активно заселяли євреї, де посьогодні збереженими є культові споруди єврейської громади Іллінців.

## Сучасність
Вулиця є магістральною, через неї проходить Автошлях Т 0221.